# 磯部町五知
磯部町五知（いそべちょうごち）は、三重県志摩市の大字。山間部に開けた小さな谷に位置し、平家の落人伝説や円空仏、石積みを持つ住宅地など独特の文化を伝えている。2015年（平成27年）10月1日現在の面積は6.345078339km2。

## 地理
志摩市および磯部地域の北端に位置し、鳥羽市や伊勢市と接する。二級河川・野川の上流山間地に開けた小規模な河谷にあたり、農業地域である。志摩市都市計画区域外であり、志摩市の都市計画マスタープランでは「郊外居住地」と位置付けられている。五知の東部を国道167号と近鉄志摩線が通り、五知駅がある。
- 山 - 青峰山、朝熊ヶ岳、島路山
- 川 - 野川[6]
- 峠 - 五知峠（100 m）[2]、金子峠（391.4 m）[6]

五知の集落は2つに分かれており、野川上流に位置する上五知（かみごち）と五知峠の南麓に位置する下五知（しもごち）から成る。上五知集落は標高60 - 80 m台で、2つの消火栓がある。下五知集落は標高40 - 50 m台で、4つの消火栓のほか2つの防火水槽、防災倉庫と防災行政無線が置かれている。上五知と下五知は完全に分離しており、両集落を結ぶ志摩市道五知線の前田橋と中山橋の区間は森林が続く。郵便ポストは上五知と下五知にそれぞれ1つずつ設置されている。住民の姓は世古と大杉が多く、1960年代の五知の全戸の約半数がこの2姓で占められていた。

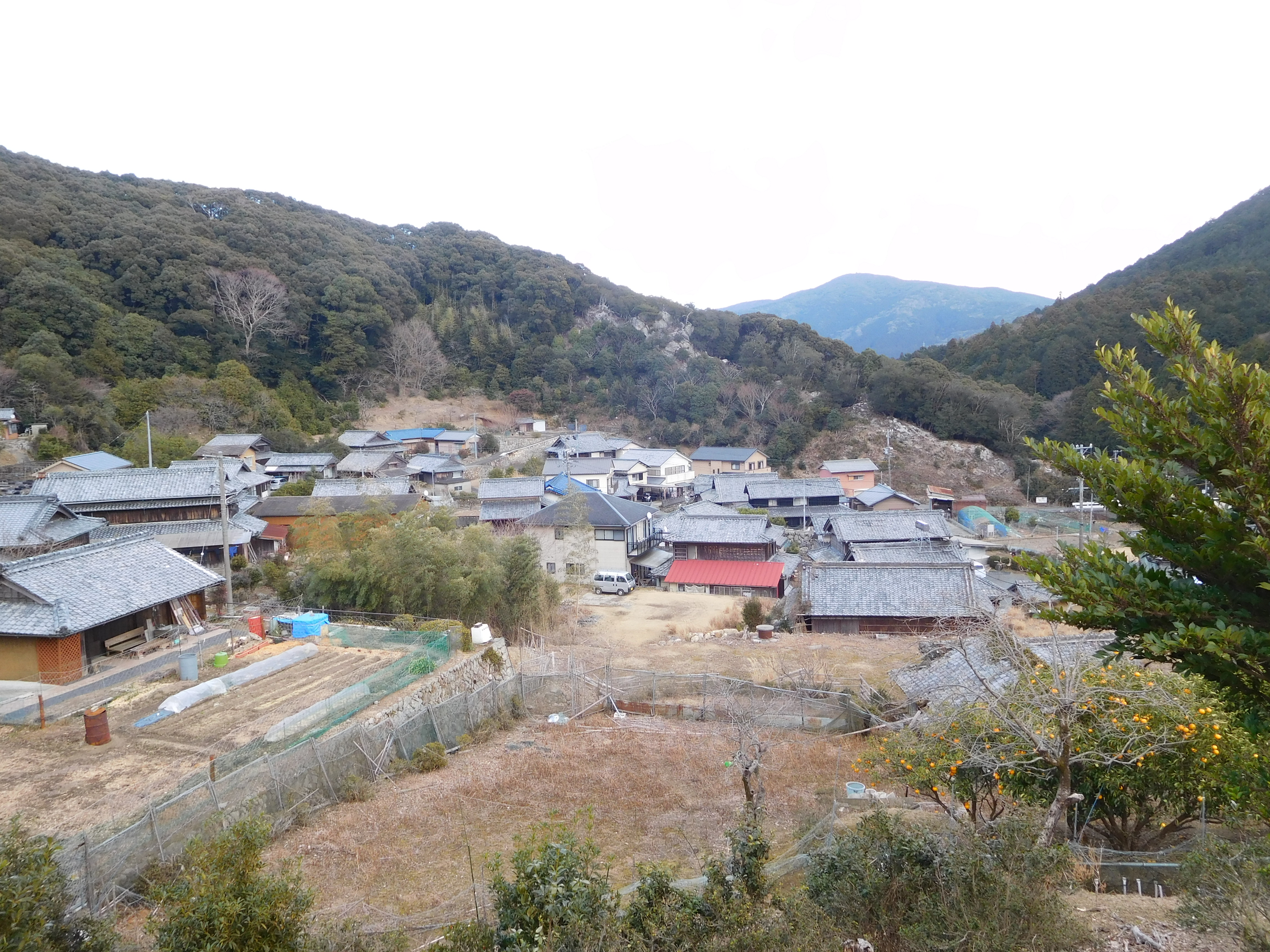
上五知集落
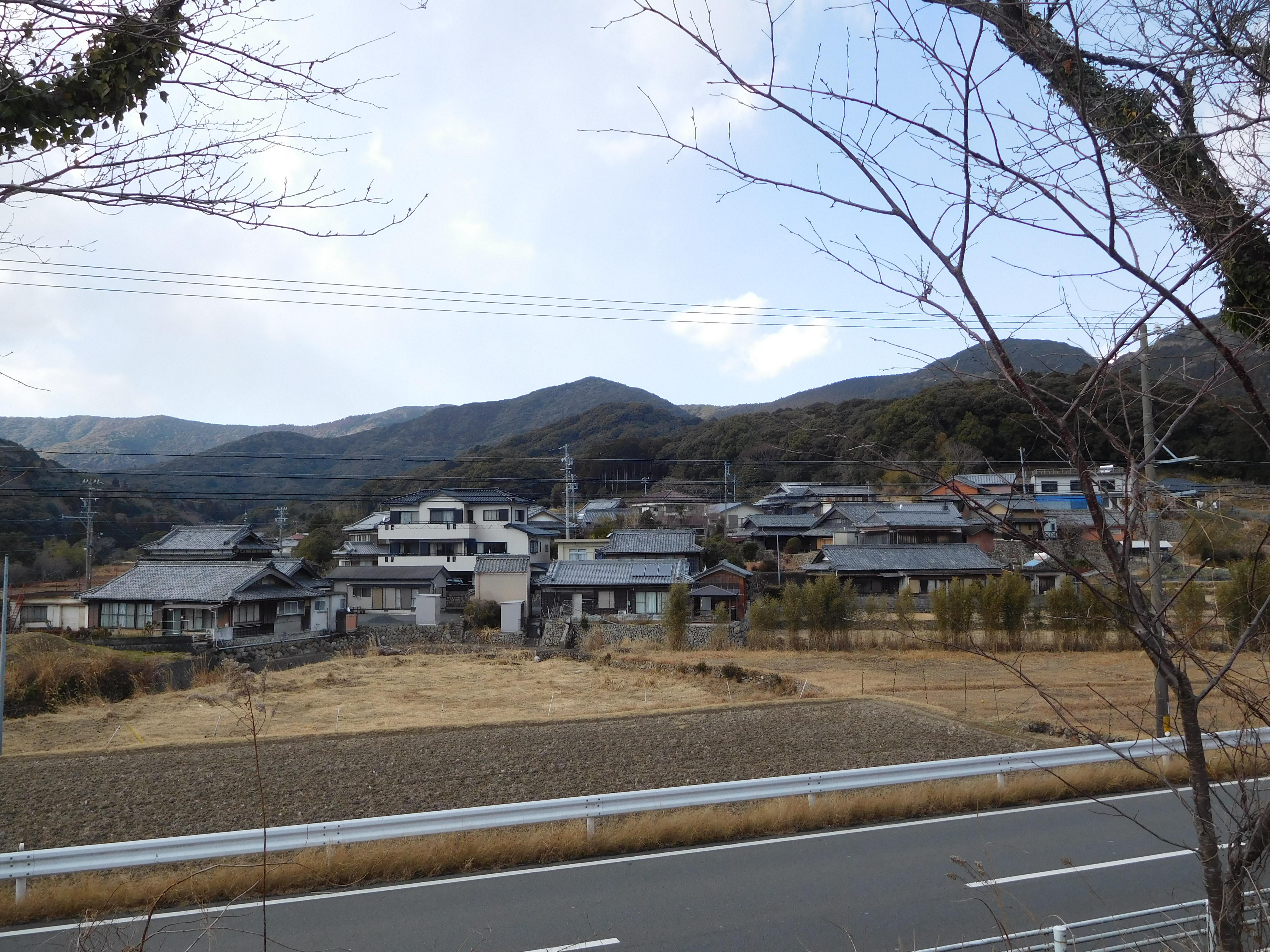
下五知集落

北は鳥羽市河内町・白木町、東は志摩市磯部町沓掛、南は志摩市磯部町恵利原、西は伊勢市宇治館町と接する。

### 五知峠
五知峠（ごちとうげ）は鳥羽市白木町と志摩市磯部町五知を結ぶ峠で、国道167号が通っている。標高は100 mで、五知越とも称する。五知峠の名は磯部町五知に由来する。水文学的には伊勢湾と伊雑ノ浦（的矢湾）の分水嶺であり、交通上の要地でもある。
直接五知峠の名は出てこないものの、平安時代の『延喜兵部式』に鴨部（現・鳥羽市加茂地域）と磯部に駅馬が4頭ずつ配置されていたことが記されており、加茂と磯部を結ぶ経路上に五知峠があったと考えられる。

## 歴史
五知では弥生時代の石斧1点と叩石2点が農作業中の地元住民に発見され、地区内の福寿寺に納められている（ほら海道遺跡）。また現物は発見者によって処分されてしまったものの、素焼きの土器や火打石も見つかっている。郷土の伝承では、寿永の乱を落ち延びた平氏の一族は五知で余生を送り、子孫を残したとされる。
五知は上之郷（現・志摩市磯部町上之郷）の一部であったと考えられており、『内宮子良館記』の長享3年6月（ユリウス暦：1489年6月 - 7月）の宇治兵乱に関する記述の中に「五智」として現れるのが文献上の初出である。下之郷の南氏所蔵文書の天文23年12月19日（ユリウス暦：1555年1月12日）付の記事にも「五智」として言及されている。同文書の同日付記事には「上之郷」も記載されている。
近世には志摩国答志郡磯部組に属し、五知村として鳥羽藩の配下にあった。村高は江戸時代を通して266石余であった。小成物として夫米、山年貢としての銀450匁、ヤマモモ（楊梅）、抹香があった。川ではホッケやアユを獲っていたという。村内には神社が3社と寺院が2寺あった。江戸時代の志摩国の人々は伊勢国山田（現・伊勢市街）へ日用雑貨の買い出しに行く際に五知峠か恵利原村（現・志摩市磯部町恵利原）の逢坂峠（現・三重県道32号伊勢磯部線、伊勢道路）を利用していた。また延宝2年（1674年）には志摩地方から朝熊ヶ岳へ登る途中で円空が五知村に立ち寄り、円空仏を残した。また慶応4年（1868年）の鳥羽藩の高札が残っている。
1875年（明治8年）、五知学校が開校した。近代以降は大字として存続している。1929年（昭和4年）7月23日、志摩電気鉄道（後に三重交通を経て近鉄志摩線）の開業と同時に五知駅が開業した。

### 沿革
- 1889年（明治22年）4月1日 - 町村制の施行により、答志郡磯部村大字五知となる。
- 1896年（明治29年）4月1日 - 答志郡が英虞郡と合併し、志摩郡磯部村大字五知となる。
- 1955年（昭和30年）2月11日 - 昭和の大合併により、志摩郡磯部町五知となる。
- 2004年（平成16年）10月1日 - 平成の大合併により、志摩市磯部町五知となる。

### 地名の由来
諸説ある。
1. 五智如来に由来する[7][3]。ただし五知にある福寿寺の本尊は聖観世音菩薩であり、五智如来ではない[18]。一説に朝熊ヶ岳の金剛證寺へ向かう参道にある籠り堂で五智如来像を安置していたことにちなむという[7]。
2. 「空閑地」が「五箇地」になり、箇が欠落した「五地」から「五知」に変化した[3]。
3. 河内（こうち）[注 2]が転訛して「ごち」となり、「五知」の字が当てられた[7][3]。五知の小字に北河内、中河内、上河内など「河内」を含むものがあることが傍証となっている[7][3]。

### 人口の変遷
1746年以降の人口の推移。なお、2005年以後は国勢調査による推移。
| 1746年（延享3年）  | 238人 | [ 2 ] [ 7 ] |  |
| 1880年（明治13年） | 255人 | [ 2 ]       |  |
| 1889年（明治22年） | 370人 | [ 7 ]       |  |
| 1960年（昭和35年） | 334人 | [ 19 ]      |  |
| 1980年（昭和55年） | 273人 | [ 5 ]       |  |
| 1990年（平成2年）  | 220人 | [ WEB 11 ]  |  |
| 2000年（平成12年） | 185人 | [ WEB 12 ]  |  |
| 2005年（平成17年） | 182人 | [ WEB 13 ]  |  |
| 2010年（平成22年） | 168人 | [ WEB 14 ]  |  |
| 2015年（平成27年） | 138人 | [ WEB 15 ]  |  |

### 世帯数の変遷
1746年以降の世帯数の推移。なお、2005年以後は国勢調査による推移。
| 1746年（延享3年）  | 34戸   | [ 2 ] [ 7 ] |  |
| 1880年（明治13年） | 49戸   | [ 2 ]       |  |
| 1889年（明治22年） | 51戸   | [ 7 ]       |  |
| 1960年（昭和35年） | 64世帯 | [ 19 ]      |  |
| 1980年（昭和55年） | 59世帯 | [ 5 ]       |  |
| 1990年（平成2年）  | 56世帯 | [ WEB 11 ]  |  |
| 2000年（平成12年） | 56世帯 | [ WEB 12 ]  |  |
| 2005年（平成17年） | 64世帯 | [ WEB 13 ]  |  |
| 2010年（平成22年） | 58世帯 | [ WEB 14 ]  |  |
| 2015年（平成27年） | 53世帯 | [ WEB 15 ]  |  |

## 学区
市立小・中学校に通う場合、学区は以下の通りとなる。
| 番・番地等 | 小学校             | 中学校             |
| ---------- | ------------------ | ------------------ |
| 全域       | 志摩市立磯部小学校 | 志摩市立磯部中学校 |

磯部町五知には1967年（昭和42年）に休校するまで磯部小学校の五知分校があった。また1875年（明治8年）から1883年（明治16年）までは五知学校、1903年（明治36年）から1911年（明治44年）までは五知尋常小学校という独立した学校であった。

## 経済
2015年（平成27年）の国勢調査による15歳以上の就業者数は72人で、産業別では多い順に農業（15人・20.8%）、医療・福祉（11人・15.3%）、卸売業・小売業（9人・12.5%）、製造業（8人・11.1%）、宿泊業・飲食サービス業（8人・11.1%）となっている。2014年（平成26年）の経済センサスによると、磯部町五知の全事業所数は1事業所（その他の小売業）のみで、従業者数は1人である。
2015年（平成27年）の農林業センサスによると農林業経営体数は9経営体（全経営体が農業と林業の兼業）、農家数は14戸（うち販売農家は8戸）、耕地面積は田が19 ha、樹園地が2 ha、畑が1 haである。五知の特産品として柑橘類があり、2004年（平成16年）時点で3軒の農家が伊勢志摩総合地方卸売市場へ「五知みかん」の名で出荷していた。みかんのほかに柿の生産も行っている。

## 文化

### 平家の落人伝説

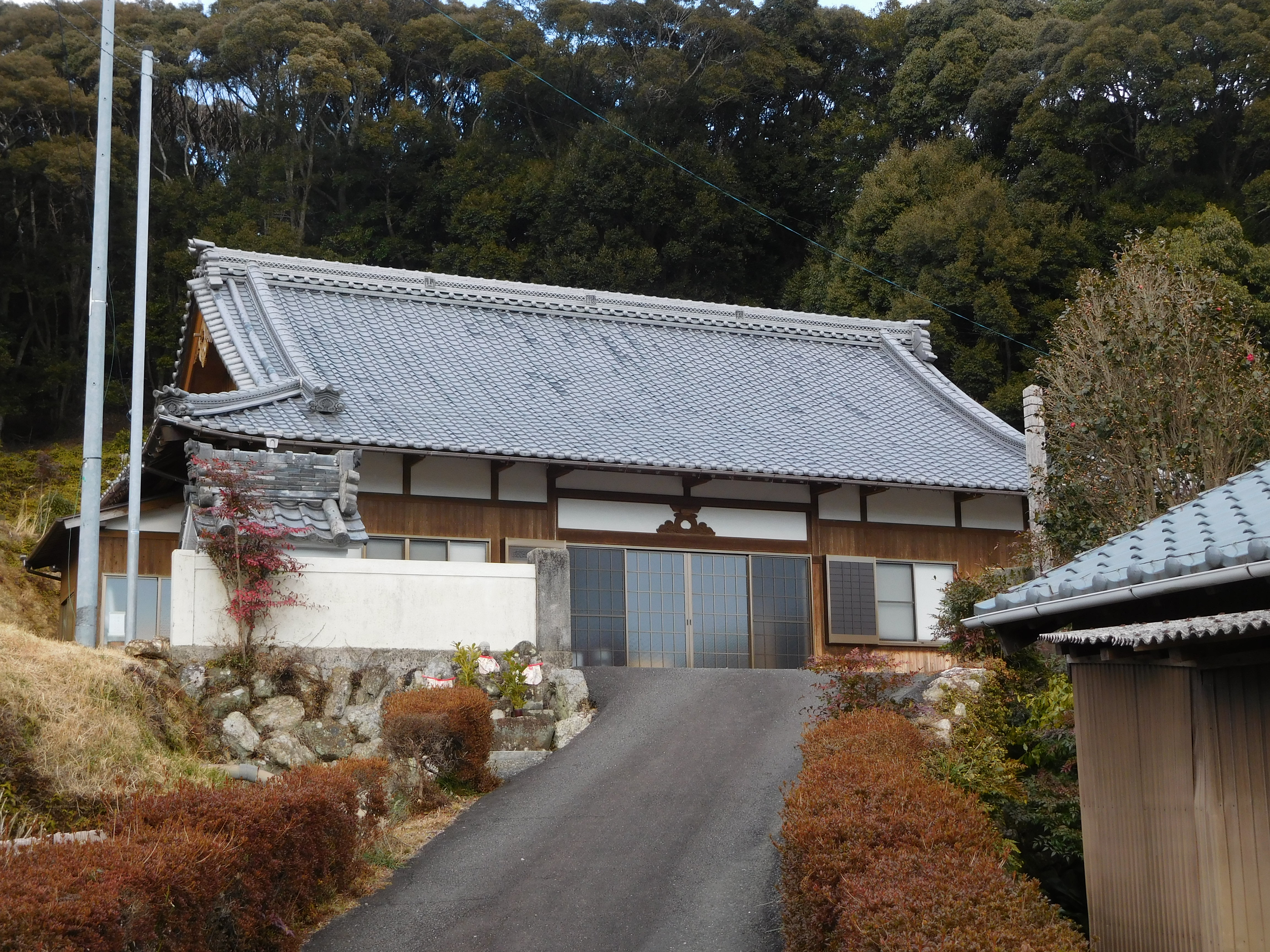
福寿寺

五知には「平家の落人伝説」が語り継がれており、平家の子孫が今なお暮らしているとされる。五知に伝わる伝承では、寿永の乱を落ち延びた平氏のうち、伊勢国度会郡の菖蒲池（現・伊勢市矢持町）にたどり着いた一行がさらに山を越えて五知へやって来て余生を過ごしたという。この伝説を裏付けるものとして「平家の赤旗」または「五知の赤旗」と呼ばれる旗が2流残されており、福寿寺で保存している。
平家の赤旗以外にも、陰に陽に伝説を裏付ける事象が五知にある。平家は熊野三山を崇拝していたが、五知では磯部神社に合祀されるまで新宮熊野神社、本宮熊野神社、権現熊野神社の3社を祀り、それぞれ熊野速玉大社、熊野本宮大社、熊野那智大社から勧請したとされる。また他の平家の落人伝説を有する地域が五家庄や五箇（福井県）など「ごか」という地名を持っており、五知という地名も五箇地⇒五地⇒五知と変化したという説がある。志摩市内ではほかに磯部町檜山でも平家の落人伝説を残しており、檜山では伝説の裏付けとして、五知と同じ「小屋の谷」、「天白の森」という地名があることを傍証としている。
平家との関連は不明ながら、一定の年齢に達した男子が烏帽子親を選び、元服の儀式で烏帽子親に加冠してもらうという風習が五知に存在した。

### 上五知と円空仏

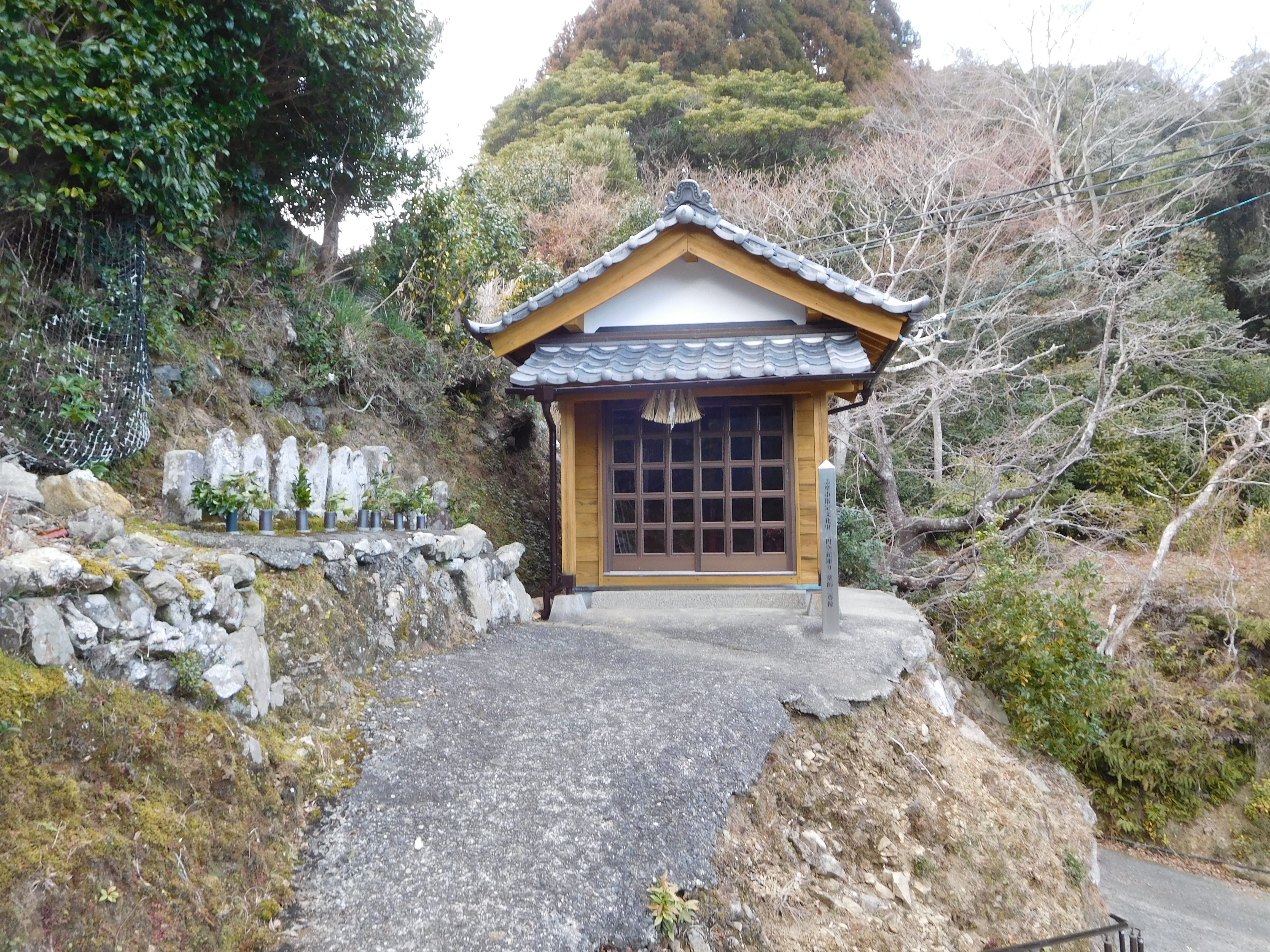
薬師堂
堂の傍らに六地蔵と庚申像がある。

上五知集落の薬師堂には、僧侶であり仏師であった円空が彫った薬師三尊像がある。像は杉材でできており、中央の薬師如来像は高さ109.5 cm、両脇に控える脇侍は89.5 cmである。円空が制作した伊勢志摩に残る作品の中で代表作の1つに挙げられ、円空の全作品の中でも傑作の1つとされる。円空研究者の間では著名な仏像で、哲学者の梅原猛も見学に訪れ、色紙を残している。1994年（平成6年）11月29日に「木造薬師如来立像及び両脇侍立像」の名称で志摩市（指定時点では磯部町）の有形文化財（彫刻）に指定された。
薬師如来像は薬壺（やっこ）を両手で持った立像で、体と顔の向きが微妙にずれており、体を正面に向けると顔がやや右向きになる。左脇侍は日光菩薩で横長の眉と目で両足先を彫り出し、右脇侍は月光菩薩で粗目の目鼻立ちで両足先を彫り出していない。3つの像でそれぞれ調和を取りつつ、それぞれの像で個性が出ているのが特色である。円空と五知の住民の間にどのような交流があったかは不明であるが、磯部町史編纂委員を務めた中西鉄男は、円空がしばらく薬師堂に滞在している間に村人が米や野菜を差し入れ、そのお礼に円空が薬師三尊像を作ったのではないかと推測している。
薬師堂は上五知の集落を見下ろすような位置にあるが、元は上五知の中ほどにあり、明治の末頃に移転したとされる。薬師堂の内部は四畳半ほどで中央にあるガラス戸の奥に円空仏がある。円空仏は上五知農家組合が所有・管理している。

### 集落の石積み

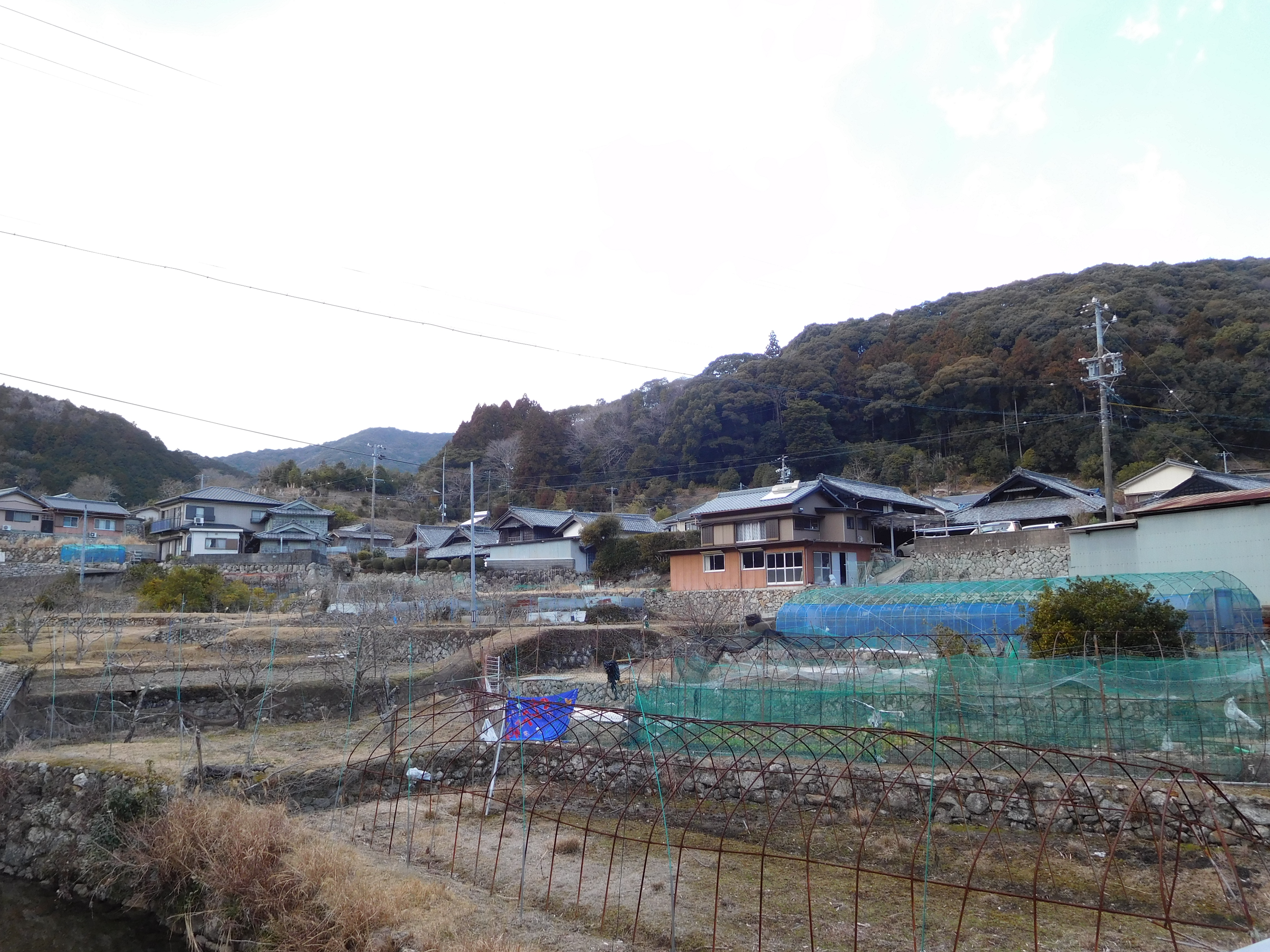
下五知集落に見られる石垣。

五知の集落は自然石を積んで塀や石垣とした独特の住宅地を形成している。また田んぼの周囲は石で築かれたしし垣で取り囲まれ、特徴的な風景を作っている。この石積みは職人が積んだものだけでなく、特に専門の技術を持たない地元住民が自らの山や畑から何日もかけて運び出して積んだものもあり、少なくとも1935年（昭和10年）頃には上五知で石積みを作っていたという目撃証言がある。
2018年（平成30年）現在は特に文化財指定を受けていないが、志摩市当局は石積みの残る五知の景観を保全し、交流に活用する方針である。

## 交通

### 鉄道

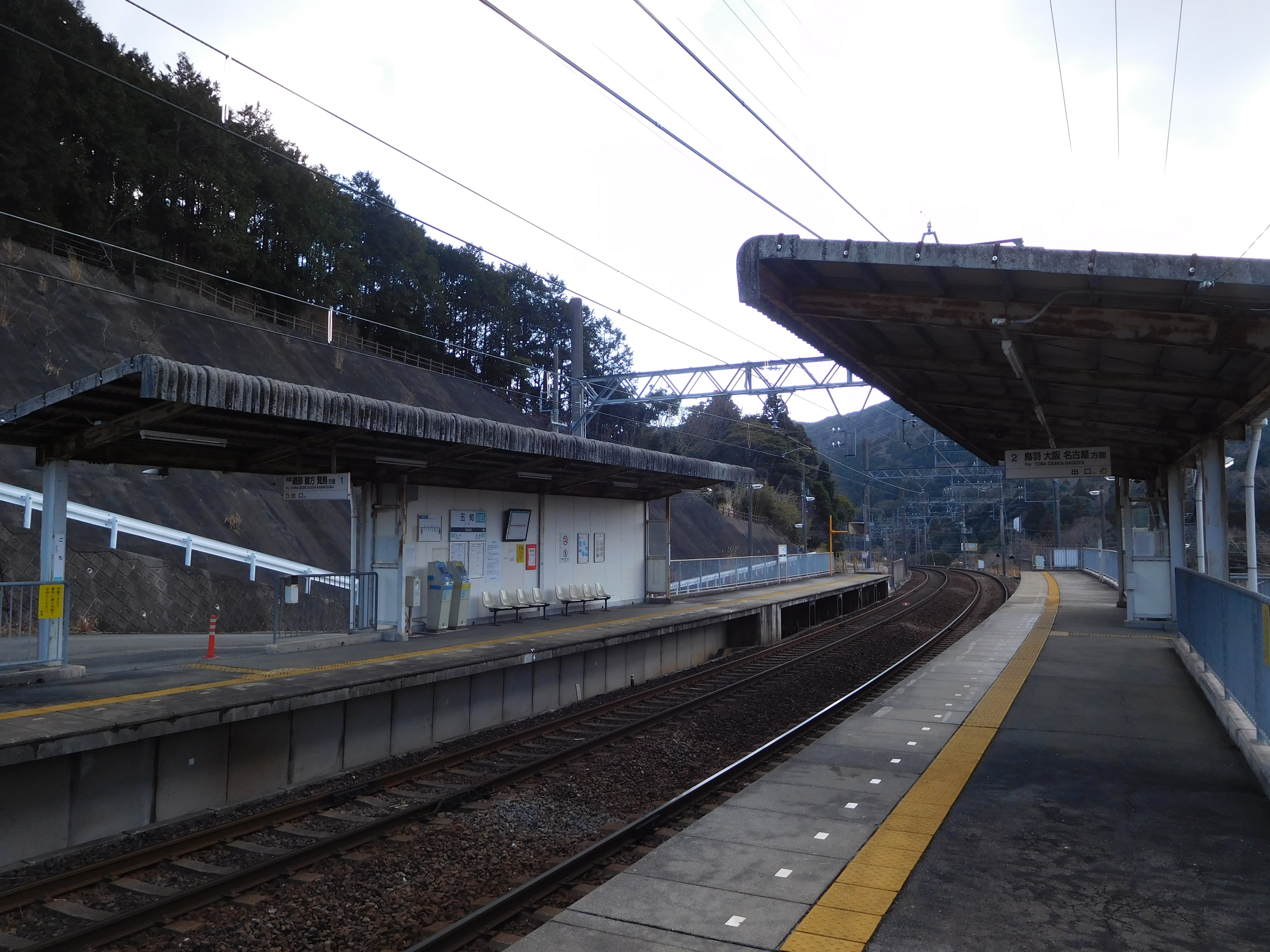
五知駅

近鉄志摩線が五知の東部を通り、五知駅が置かれている。単線時代は行き違い設備があったが、1993年（平成5年）5月に五知 - 上之郷間、同年9月に五知 - 加茂間が複線化したため廃止された。近鉄が2015年（平成27年）11月10日に行った調査では、五知駅の1日の乗降人員は20人であった。
- M85  五知駅
  - ■普通 白塚[WEB 25]
  - ■普通 伊勢中川[WEB 25]
  - ■普通 明星[WEB 25]
  - ■普通 鳥羽[WEB 25]
  - ■普通 賢島[WEB 26]

### 路線バス
2018年（平成30年）現在、磯部町五知には磯部地域予約運行型バス「ハッスル号」が乗り入れ、五知（上五知農家組合前）と五知（下五知掲示板前）の2つのバス停がある。
- ■やまルート 五知（上五知農家組合前）[WEB 27]
- ■やまルート 桧山（桧山集落センター）[WEB 27]

### 道路
国道167号
志摩市阿児町神明（賢島）から鳥羽市を経由して伊勢市通町に至る一般国道。磯部町五知を通る区間は古代から同じルートを通っていたと推定されている。1887年（明治20年）頃から人力車が通うようになり、1912年（大正元年）頃より馬車の運行も始まり、後に路線バスに転換した。五知を通る三重交通の路線バスは1996年（平成8年）に廃止された。
2012年（平成24年）度より磯部町恵利原 - 磯部町五知間の約2.5 kmで、地域高規格道路「伊勢志摩連絡道路」を構成する道路として国道167号の「磯部バイパス」の事業が着手されている。
磯部岳道（朝熊岳道）
下五知集落入り口（五知駅前）から朝熊ヶ岳に至る登山道。全7.9 kmあり、徒歩で約3時間半かかる。下五知集落から上五知集落までの区間は志摩市道五知線（1.517 km）で舗装されているが、円空仏のある薬師堂を過ぎて少し進むと舗装が途切れ、山之神より先は細い山道になる。3丁（≒327.3 m）ごとに町石地蔵が置かれている。
五知道（青峰道）
下五知集落入り口（五知駅前）から青峰山に至る登山道で、五知住民以外が登山に利用することは少ない。青峰山の登山道は丁石のある道が多いが、五知道に丁石はない。
民有林林道 五知恵利原線
名称の通り、五知と恵利原を結ぶ林道である。

## 施設

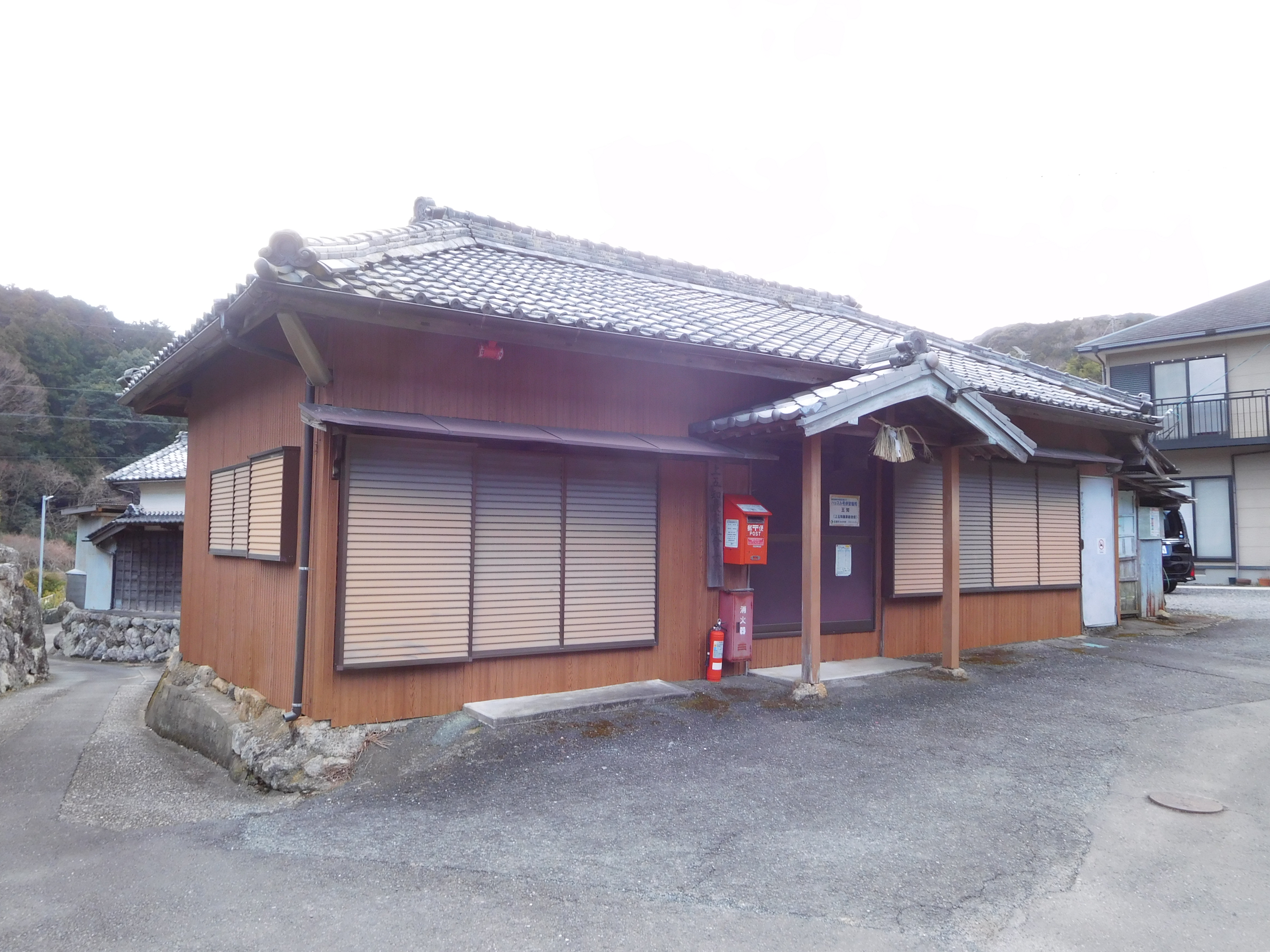
上五知農家組合

- 五知集落センター[WEB 32]
- 上五知農家組合
- 慈眼山福寿寺[5]
- 薬師堂[5]
- 近鉄志摩線五知駅[5]
- 有限会社世古プロパン[WEB 33]

## その他

### 日本郵便
- 郵便番号 : 517-0201[WEB 4]（集配局：磯部郵便局[WEB 34]）。